# San Gabriel (Costa Rica)
San Gabriel è un distretto della Costa Rica facente parte del cantone di Aserrí, nella provincia di San José.
Il patrono di questo paese è San Gabriel, come il nome, in italiano è San Gabriele.